# جائزة كتالونيا الكبرى للدراجات النارية 2018
جائزة كتالونيا الكبرى للدراجات النارية 2018 هو سباق دراجات نارية أقيم بتاريخ 17 يونيو 2018 في حلبة دي كاتلونيا، مونتميلو، إسبانيا. كان الجولة السابعة من أصل 19 في سباق الجائزة الكبرى للدراجات النارية موسم 2018. فاز خورخي لورنزو بفئة الموتو جي بي بينما جاء مارك ماركيث في المركز الثاني وحصل على المركز الثالث فالنتينو روسي. فاز بفئة الموتو 2 الفرنسي فابيو كوارتارارو بينما فاز بفئة الموتو 3 الإيطالي إنيا باستيانيني.